# Пілія
Пі́лія (дав.-гр. Πυλία) — персонажка давньогрецької міфології, донька Піласа, царя Мегари.

## Міфологія
Коли Пандіона, сина Кекропса, восьмого афінського царя, вигнали з Афін, він вирушив до Мегари й там, згідно з «Бібліотекою» Аполлодора Афінського, зустрів Пілію, доньку місцевого царя Піласа, з якою потім одружився. Пілія за батьківською лінією була нащадком богів Посейдона й Амфітрити. Згодом Піласу довелося втекти з Мегари до Мессинії, оскільки він убив свого дядька Біанта. Перед втечею йому вдалося вмовити зятя зайняти царський трон. Так Пандіон став царем Мегари, а Пілія — царицею. У шлюбі в них народилися четверо синів: Егей, Паллант, Ніс і Лік. Пілія була бабусею міфічного царя Афін Тесея, оскільки одним із його батьків, за легендою, був Егей.
Згідно з іншою версією цієї історії, викладеною географом Павсанієм, Пандіон ще до свого вигнання з Афін був одружений з донькою Піласа, щоправда, Павсаній не називає її імені. Там же, в Афінах, у них народилися діти: Егей, Паллант, Ніс і Лік. Після того, як Пандіона вигнали, він разом із дружиною і чотирма синами втік у Мегару, до свого тестя. Після смерті Піласа Пандіон став царем Мегари. Його сини від ймовірної Пілії згодом відвоювали Аттику і розділили землю між собою.